# Johann Gottfried Kraus
Johann Gottfried Kraus (auch: Krause; * 1. November 1680 in Freiberg; † 1. September 1739 in Wittenberg) war ein deutscher Rechtswissenschaftler.

## Leben
Der Sohn des Freiberger Notars Georg Gregor Krause und dessen Frau  Lucretia (geb. Hofmann), hatte seine rudimentäre Vorbildung von seinem Vater erhalten und das Gymnasium seiner Geburtsstadt besucht. Am 17. Juli 1700 hatte er ein Studium der Rechtswissenschaften an der Universität Wittenberg aufgenommen. Seine Lehrer waren damals unter anderem Gottfried Strauß, Georg Michael Heber, Johann Heinrich von Berger, Gottfried Suevus der Jüngere (1652–1718), Caspar Heinrich Horn und Johann Balthasar Wernher.  Von diesen gefördert absolvierte er am 11. Mai 1703 sein Advokatsexamen und beteiligte sich mit weiteren Dissertationen am Vorlesebetrieb der juristischen Fakultät. 
Nachdem er mit der Dissertation Qua Dispositio Legis I. C. Quando Libellus Principi Datus Litis Contestationem Faciat. Evolvitur am 10. November 1706 Lizentiat der Rechtswissenschaften geworden war, promovierte er am 2. Oktober 1710 zum Doktor der Rechte. Am 16. Oktober 1717 trat er als Assessor in den Senat der Wittenberger  juristischen Fakultät ein, wurde am 8. März 1719 Substitut an der juristischen Fakultät und übernahm 1722 als erster außerordentlicher Professor den Lehrstuhl des sächsischen Rechts. 1726 stieg er zum ordentlichen Professor der Institutionen auf und war 1735 Professor der Pandekten geworden. Mit jener Professur übertrug man ihm das Ordinat am Hofgericht und Schöppenstuhl in Wittenberg und zudem das Amt eines Assessors des sächsischen Landgerichts der Niederlausitz.
Kraus hatte sich auch an den organisatorischen Aufgaben der Wittenberger Hochschule beteiligt. So wurde er mehrfach Dekan der juristischen Fakultät und in den Sommersemestern 1731, 1733 und 1739 zum Rektor der Alma Mater gewählt. In seiner letzten Amtszeit verstarb er jedoch und wurde am 6. September in der Wittenberger Schlosskirche beigesetzt. Hier errichtete man ihm ein Epitaph, welches jedoch im Siebenjährigen Krieg zerstört wurde. In seinem Testament vermachte er dem akademischen Witwenfiskus 30 Gulden.

## Familie
Kraus hatte sich am 8. Oktober 1708 mit Christina Elisabeth, die Tochter des kurfürstlichen Appellationsrates, Assessors an der juristischen Fakultät und Ratssyndikus Johann Paul Schröter, verheiratet. Aus der Ehe kennt man folgende Kinder:
- August Paul Gottfried (* 7. August 1709 in Wittenberg; † 11. März 1729 in Wittenberg) Mag. Phil. Und Jur.
- Christina Elisabeth (* 1. Oktober 1711 in Wittenberg; † 4. März 1746 in Wittenberg) verh. 7. Juni 1734 mit Johann Gottlob Weidler
- Maria Sophia (* 28. Dezember 1713 in Wittenberg; † 3. März 1771 in Wittenberg)
- Euphrosina Christiana (12. März 1716 in Wittenberg; † 24. Mai 1795 in Wittenberg)
- Georg Friedrich Kraus (* 10. März 1718 in Wittenberg; † 4. Januar 1784 in Wittenberg)
- Johanna Maria (19. Juli 1720 in Wittenberg)
- Johann Karl (* 1. Februar 1722 in Wittenberg)
- Gottfried Ludwig (* 16. August 1723 in Wittenberg)
- Johanna Dorothea (* 27. April 1727 in Wittenberg)

## Werke
Von Kraus ist eine Vielzahl von Dissertationen, die im Universitätsbetrieb entstanden sind und bei denen er als Präses fungiert hatte bekannt. Zudem hat er folgende eigene Werke herausgebracht:
- Dissertationem Inauguralem Juridicam, Qua Dispositio Legis I. C. Quando Libellus Principi Datus Litis Contestationem Faciat. (Resp. Johann Balthasar von Wernher) Gerdes, Wittenberg 1706.
- Programma de usu et praestantia iuris Romani-Germanici atque Saxonici. Gerdes, Wittenberg 1722.
- Dissertation ... von dem was Rechtens in Ansehung der Überredung bey d. Verlöbnissen. Wittenberg 1724.
- Tractatio Synoptica Processus Judiciarii Potissimum Saxonici Electoralis Moderni In Usus Auditorum Conscripta. Zimmermann, Wittenberg 1725. (Digitalisat)
- De iure degradationis canonicae eiusque vsu in terris protestantium ; Occ. cap. 2 de poenis in VI. (Resp. Johannes Christian Stahlkopff) Gerdes, Wittenberg 1727. (Digitalisat)
- Num usucapio pariter ac praescriptio in iure naturae sit fundata, atque adeo inter liberas gentes locum habeat, ut principi, humanam legem non agnoscenti,opponi queat? Wittenberg 1733.
- Dissertatio De praescriptione immemoriali, hominem licet memoria deficiente per documenta elidenda. Schlomach, Wittenberg 1733.
- De juribus relictorum in con nosu debitoris mortui. Wittenberg 1737.